# Paolo Casarin
Paolo Casarin (Venezia, 12 maggio 1940) è un ex arbitro di calcio italiano, oltre che un ex dirigente arbitrale e opinionista.

## Carriera

### Arbitro
Mestrino, si iscrisse nel 1958 alla sezione arbitrale della frazione veneziana in cui crebbe.
Trasferitosi successivamente a Milano e iscrittosi alla locale sezione AIA di Milano, il 23 maggio 1971 debuttò in Serie A in Bologna-Torino; e al 1979 risalgono le sue prime partite a livello internazionale.
In qualità di arbitro FIFA, diresse al campionato del mondo 1982 le partite Francia-Cecoslovacchia (1-1 a Valladolid) e in Germania Ovest-Spagna (2-1 a Madrid). Il 15 maggio 1985 arbitrò a Rotterdam la finale di Coppa delle Coppe tra Everton e Rapid Vienna (3-1 per gli inglesi). Vanta anche una semifinale di Coppa dei Campioni 1985-1986, tra Barcellona e IFK Göteborg, e una semifinale di Coppa UEFA 1983-1984, tra Tottenham e Hajduk Spalato.
In ambito nazionale, nel 1977 vinse il Premio Mauro, onorificenza alla carriera arbitrale, e diresse quattro finali di Coppa Italia: nel 1984 la doppia finale (andata e ritorno) tra Roma e Verona, nel 1986 tra i giallorossi e la Sampdoria, e nel 1988 tra i doriani e il Torino. Proprio in quell'anno concluse la sua attività sui campi, raggiungendo la cifra di 200 presenze nella massima divisione: tra queste, figurano numerose "classiche" del campionato italiano, come nove Juventus-Roma, cinque derby della Mole, la sfida-scudetto Fiorentina-Juventus della Serie A 1981-1982 e lo spareggio per la promozione dalla Serie B 1986-1987 tra Cesena e Lecce (2-1); a causa della regola che vuole una giacchetta nera non appartenente alla stessa sezione delle squadre arbitrate, poté eccezionalmente dirigere un solo derby della Madonnina.

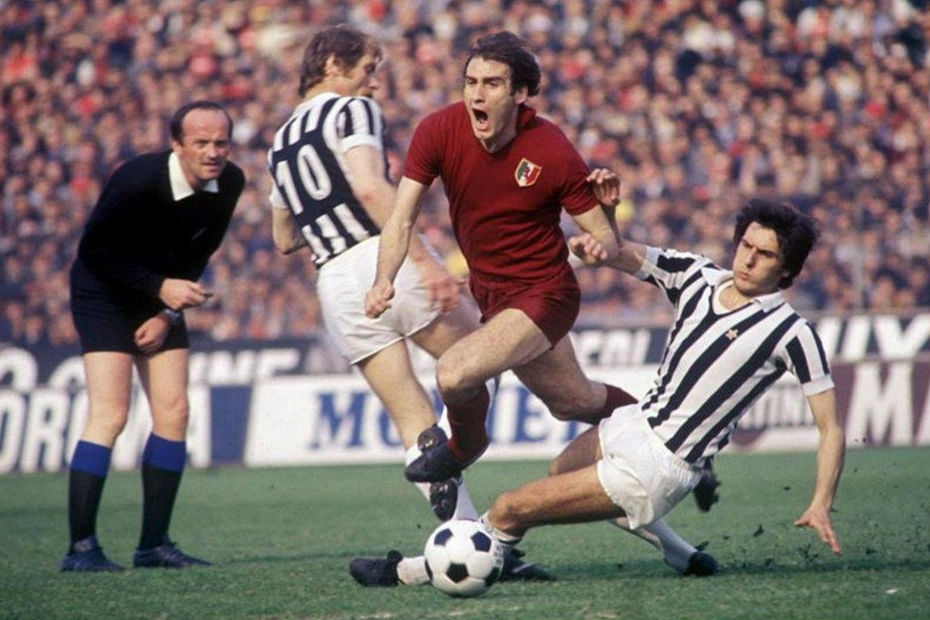
Casarin (a sinistra) dirige il derby di Torino del 3 aprile 1977; sono riconoscibili Benetti, Graziani e Scirea.

Durante la carriera arbitrale fu più volte redarguito dall'Associazione italiana arbitri per motivi disciplinari: per aver concesso nel 1981 e nel 1983 interviste non autorizzate agli organi di stampa fu sospeso per alcuni mesi, mentre a seguito di un analogo episodio del 1987 fu soltanto "ammonito". Il suo 200º e ultimo incontro di serie A fu Juventus-Fiorentina, giornata di chiusura del campionato 1987-88; al successivo campionato europeo in Germania Ovest arbitrò la sua ultima partita internazionale, una vittora 3-1 dei Paesi Bassi sull'Inghilterra a Düsseldorf e, infine, il 19 giugno 1988 giunse il congedo definitivo con la direzione di Piacenza-Catanzaro, ultima giornata di serie B.

### Designatore
Dopo soli due anni, nel 1990, venne chiamato a svolgere il gravoso compito di designatore degli arbitri di Serie A e B, mandato che fu portato avanti fino al 1997, quando gli subentrò Fabio Baldas: durante i suoi sette anni da designatore arbitrale valorizzò molti arbitri che guadagnarono credibilità sia in Italia sia in campo internazionale, come Robert Boggi, Stefano Braschi (poi designatore in Serie A e B dal 2010 al 2014) Piero Ceccarini, Graziano Cesari, Pierluigi Collina e Marcello Nicchi (poi presidente dell'AIA). In questo periodo, Casarin guadagnò un notevole credito anche presso l'UEFA e la FIFA, diventando membro delle rispettive commissioni arbitrali; al campionato del mondo 1994, avendo ricevuto l'incarico di designare i direttori di gara del torneo, entrò in contrasto con l'allora presidente della FIFA, il brasiliano João Havelange, il quale pretendeva di avere anche lui voce nel capitolo delle designazioni: la scelta dell'arbitro per la finale di Los Angeles tra Brasile e Italia, l'ungherese Sándor Puhl, fu un compromesso fra le due forti personalità.
Nel 1996 la FIFA gli conferì il prestigioso FIFA Special Award. Nel 2000 si dimise dall'Associazione Italiana Arbitri perché indignato a seguito della condanna inflitta dalla giustizia dell'AIA stessa (radiazione in primo grado, sospensione di quattro mesi in secondo grado), relativa all'ennesima collaborazione non autorizzata con l'organo di stampa Rigore.

## Fuori dal campo
Nel 2003, dopo aver lasciato l'Associazione Italiana Arbitri, assunse il ruolo di dirigente presso la società calcistica del Parma. Finita questa esperienza, cominciò a collaborare con Rai, Tuttosport, Sky (2003-2005), LA7 (2006) e Corriere della Sera. Dal 2006 al 2010 è stato ospite fisso del programma televisivo Controcampo di Rete 4, mentre dal settembre del 2015 è opinionista della trasmissione di Rai 2 Quelli che il calcio.

## Riconoscimenti
È stato inserito nella Hall of Fame del calcio italiano nel 2012 nella categoria Arbitro italiano insieme al collega Luigi Agnolin.